# Klonowo Dolne
Klonowo Dolne (kaszb. Dolné Klonowò, niem. Nieder Klanau) – wieś w Polsce położona w województwie pomorskim, w powiecie gdańskim, w gminie Przywidz. 
Miejscowość położona nad jeziorem Klonowskim, jest częścią składową sołectwa Michalin.
W latach 1975–1998 miejscowość administracyjnie należała do województwa gdańskiego.
Przez miejscowość przepływa niewielka rzeka Reknica, dopływ Raduni.